# Paul Krumpe
Paul Krumpe (nacido el 4 de marzo de 1963 en Torrance, California) es un exfutbolista y entrenador estadounidense.
Su trayectoria como jugador fue corta porque jugó entre 1986 a 1991 en cuatro equipos. También es entrenador de fútbol universitario. Fue internacional con la selección estadounidense con 24 partidos y un gol. Además, disputó la Copa Mundial de Italia de 1990, los juegos de Seúl de 1988 y los Juegos Panamericanos 1987. 

## Clubes

### Como jugador
| Club                   | País           | Año         |
| ---------------------- | -------------- | ----------- |
| Chicago Sting (indoor) | Estados Unidos | 1986 - 1988 |
| Los Angeles Heat       | Estados Unidos | 1988 - 1989 |
| Real Santa Barbara     | Estados Unidos | 1990        |
| Colorado Foxes         | Estados Unidos | 1991        |

### Como entrenador
| Club                          | País           | Año         |
| ----------------------------- | -------------- | ----------- |
| West High School              | Estados Unidos | 1991 - 1995 |
| El Camino College (asistente) | Estados Unidos | 1994        |
| UCLA Bruins (asistente)       | Estados Unidos | 1995 - 1997 |
| Universidad Loyola Marymount  | Estados Unidos | 1998 -      |